# 吕基亚与潘菲利亚行省

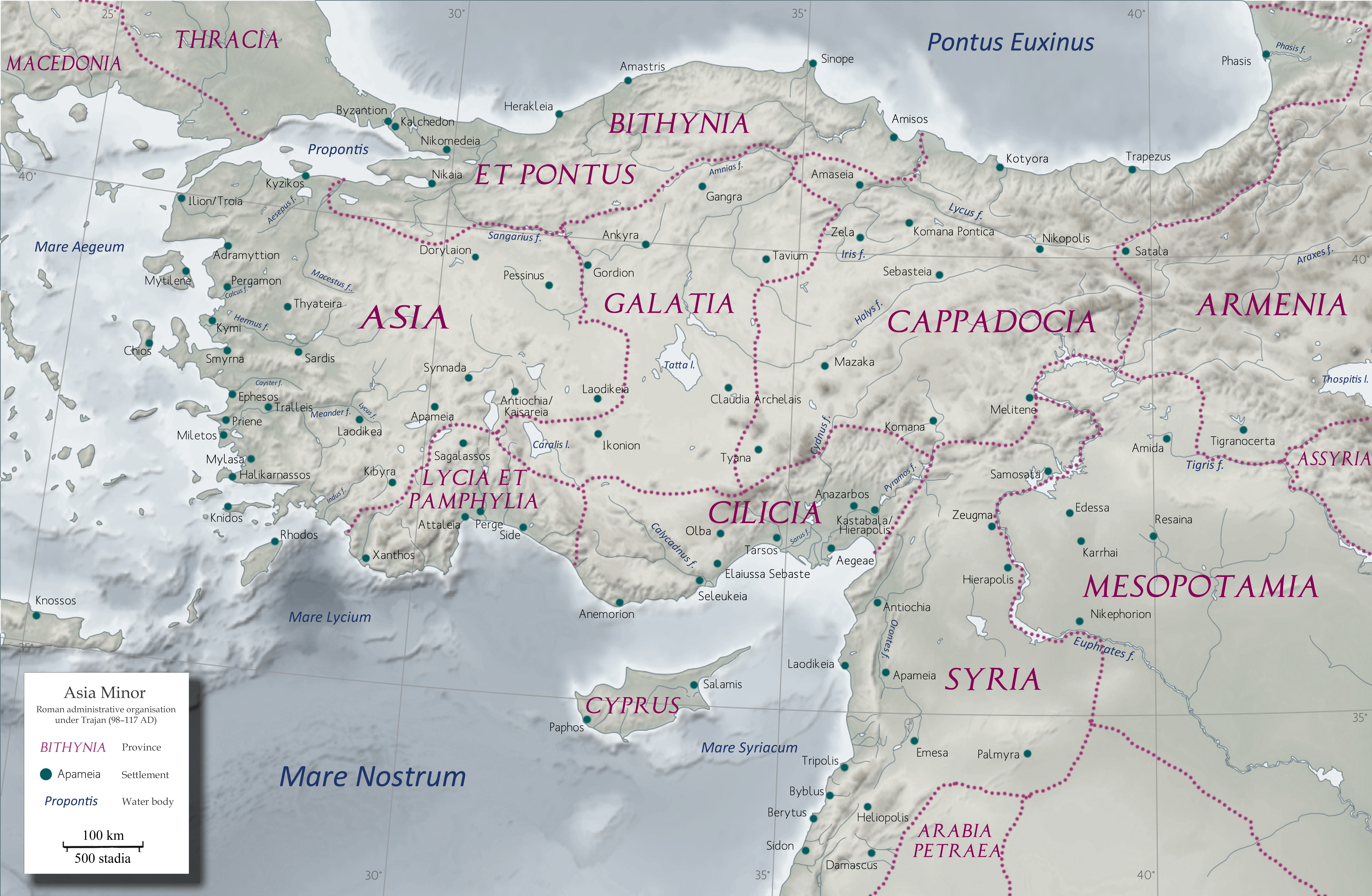
图拉真统治时期的小亚细亚罗马行省，包括吕基亚与潘菲利亚

吕基亚与潘菲利亚是位于安纳托利亚南部的罗马帝国的一个行省。 

## 历史
吕基亚与潘菲利亚行省是由韦斯巴芗皇帝（公元69-79年统治）创建的，他将吕基亚和潘菲利亚合并为一个行省。公元43年，克劳迪乌斯皇帝吞并了吕基亚地区，而潘菲利亚则曾经是加拉太行省的一部分。
在戴克里先皇帝（公元284-305年在位）的行政改革下，罗马行省缩小，使行省的数量增加了一倍，帝国划分为四个近卫大区和十二个管区。此行省被重新分为吕基亚和潘菲利亚两个独立的行省。两行省均属于东方大区下的亚细亚管区。

## 疆域与主要城市
韦斯巴芗划定的边界西起印都斯河（从卡里亚的上游山谷流出），从皮西迪亚高原延伸到布尔杜尔湖，再到阿帕梅亚南部。在北部和东部，边界线沿着利穆纳湖（今霍伊兰湖）和卡拉里斯湖（今贝伊谢希尔湖）的湖岸线延伸，又转向南，向着阿塔利亚湾延伸，并沿着托罗斯山脉向东十英里，到伊苏利亚；之后向南到达大海。这一边界是根据政治和经济因素确定的。  
行省包括克珊托斯河，凯斯图斯河（今阿克苏河）和欧里梅敦河的整个盆地。主要城市位于后两条河的河口。在潘菲利亚，城市由通往安纳托利亚内部的数条道路相连接。其中最重要的一条是从阿塔利亚（安塔利亚）到阿帕梅亚的路。在吕基亚，从帕塔拉到老底嘉的道路沿海岸延伸。重要的城市有沿海的西代、托勒迈斯（Ptolemais)、加格、米拉和塞琉西亚，内陆的克雷穆纳、科尔巴萨 (Collbhasa）和皮西迪安高原上的科马，她是奥古斯都建立的罗马殖民地。在米利亚斯高原上有欧诺安达、特勒斯、尼撒、波达利亚、特尔梅苏斯和特雷本纳等城市。吕基亚的其他重要城市包括培德内利苏斯，阿利亚苏斯和撒加拉索斯；沿着欧里梅敦河，有阿斯潘多斯和佩尔盖两座城市，阿耳忒弥斯的一处圣地位于此。而该地区最重要的城市是帕塔拉，位于克珊托斯河口。 
在戴克里先皇帝（公元284-305年在位）的行政改革下，罗马行省缩小，使行省的数量增加了一倍，帝国划分为四个近卫大区和十二个管区。吕基亚和潘菲利亚被分为两个独立的行省。两行省均属于东方大区下的亚细亚管区。 

## 行省长官
以下名单来自于雷米·伯纳德的研究：

### 帝国司令官
- 昆图斯·维拉纽斯（英语：Quintus Veranius）  （公元43-48）
- M·卡尔普尼乌斯·鲁弗斯（M. Calpurnius Rufus，48-53）
- 提图斯·克劳迪乌斯·埃普鲁斯·马克卢斯（英语：Titus Clodius Eprius Marcellus） （53-56）
- 盖乌斯·李锡尼·穆基阿努斯（英语：Gaius Licinius Mucianus） （约60年）
- 塞克斯图斯·马尔基乌斯·普里斯库斯（Sextus Marcius Priscus，67-70）
- 马库斯·希里乌斯·弗朗托·内拉蒂乌斯·潘萨（英语：Marcus Hirrius Fronto Neratius Pansa） （70-72）
- 格奈乌斯·阿维迪乌斯·克勒尔·菲斯基利努斯（Gnaeus Avidius Celer Fiscillinus Firmus，72-74）
- 卢齐乌斯·卢西库斯·奥克莱亚（英语：Lucius Luscius Ocrea） （74-76）
- 马尔库斯·佩特罗尼乌斯·印布里努斯（Marcus Petronius Umbrinus，76-78）
- 提图斯·奥勒留·奎埃图斯（Titus Aurelius Quietus，78-81）
- 盖乌斯·卡利斯塔纽斯·弗朗托（英语：Gaius Caristanius Fronto）（81-84）
- 普布利乌斯·拜布尤斯·意大利库斯（英语：Publius Baebius Italicus）（84-87）
- 盖乌斯·安提纽斯·奥鲁斯·鲁琉斯·夸德拉图斯（英语：Gaius Antius Aulus Iulius Quadratus）（约90-93）
- 卢修斯·多米蒂乌斯·阿波利纳里斯（英语：Lucius Domitius Apollinaris）（约93-96）
- 卢齐乌斯· 尤里乌斯·马里努斯·凯奇琉斯·辛普雷克斯（英语：Lucius Julius Marinus Caecilius Simplex） （96-99）
- 盖乌斯·特波纽斯·普罗库卢斯·梅丢斯·莫德斯图斯（英语：Gaius Trebonius Proculus Mettius Modestus）  （99-103）
- 昆图斯·庞贝乌斯·法尔科（英语：Quintus Pompeius Falco） （103-105）
- 提比略·尤利乌斯·弗鲁吉（Tiberius Julius Frugi，113-115）
- 盖乌斯·特雷比乌斯·马克西姆斯（Gaius Trebius Maximus，115-117）
- 提图斯·庞波尼乌斯·安提斯提安努斯·弗尼苏拉乌斯·维托尼安努斯（英语：Titus Pomponius Antistianus Funisulanus Vettonianus） （117-119或120）
- 盖乌斯·瓦列里乌斯·塞维鲁（英语：Gaius Valerius Severus）（120-122或121-123）
- 马尔库斯·弗拉维乌斯·阿佩尔（Marcus Flavius Aper，约125-128）
- 普布利乌斯·苏菲纳斯·维鲁斯（Publius Sufenas Verus，128？-131？ ）
- ？ Mettius Modestus（130-133） [6]
- [Domiti]us Seneca（133-135 或 136）
- 提图斯·卡勒斯特里乌斯·提罗·尤利乌斯·马特尔努斯（Titus Calestrius Tiro Julius Maternus，135 或 136-138）
- 格奈乌斯·阿里乌斯·科尔内琉斯·普罗库卢斯（英语：Gnaeus Arrius Cornelius Proculus）（138-140）
- Julius Aqui[linus]（140-142）
- 德基穆斯·尤尼乌斯·佩图斯（Decimus Junius Paetus，？142-？144）
- 昆图斯·沃孔纽斯·萨克斯·菲杜斯（英语：Quintus Voconius Saxa Fidus）（143-147）[7]
- 盖乌斯·尤利乌斯·阿维图斯（Gaius Julius Avitus，？147-？149）
- 德基穆斯·鲁普利乌斯·塞维鲁（Decimus Ruplius Severus，149-151）
- 尤利乌斯·普罗库卢斯（Julius Proculus，152年9月可确认）
- 盖乌斯·塞普提米乌斯·塞维鲁（Gaius Septimius Severus，约154和159）

### 元老院总督
- 普布利乌斯·维盖琉斯·萨图尔尼努斯（英语：Publius Vigellius Saturninus）（约162-164）
- Sal [...]（介于162和167之间）
- 提比略·尤利乌斯·弗鲁吉（Tiberius Julius Frugi，约167/168）
- 李锡尼·普里斯库斯（Licinius Priscus，178年3月23日可确认）
- 盖乌斯·尤利乌斯·萨图尔尼努斯（Gaius Julius Saturninus，？178/179）
- M？ Claudius Cassius Apronianus （？179/180）
- 小马尔库斯·伽维乌斯·努米西乌斯（Marcus Gavius Crispus Numisius Junior，约182-184）
- 马库斯·翁布里乌斯·普里默斯（英语：Marcus Umbrius Primus） （约185年）
- 盖乌斯·庞波尼乌斯·巴苏斯·特内提阿努斯（Gaius Pomponius Bassus Ternetianus，186？/ 187？）
- 马尔库斯·弗拉维乌斯·卡尔米尼乌斯·阿特纳戈拉斯（Marcus Flavius Carminius Athenagoras，在康茂德统治期间）
- 苏尔皮基乌斯·尤斯图斯（Sulpicius Justus，190年代）
- 格奈乌斯·庞培·赫尔米普斯·埃利亚努斯（Gnaeus Pomepeius Hermippus Aelianus，介于180和212之间）
- 盖乌斯·波尔基乌斯·朗吉努斯（Gaius Porcius Priscus Longinus，卡拉卡拉统治时期？）
- 提图斯·弗拉维乌斯·菲利努斯（Titus Flavius Philinus，约225-230）
- 昆图斯·拉尼努斯·霍诺拉提阿努斯·费斯图斯（Quintus Ranius Terentius Honoratianus Festus，亚历山大·塞维鲁统治时期）
- 提比略·波列纽斯·亚美纽斯·佩雷格里努斯（英语：Tiberius Pollenius Armenius Peregrinus）（242/243）
- [...] Julianus Sura Magnus (约245)
- Ae（lius）？  Pollio (249-251)
- 普布利乌斯·尤利乌斯·埃米利乌斯·阿奎拉（Publius Julius Aemilius Aquila，约253-276）